# Triatlo nos Jogos Olímpicos de Verão da Juventude de 2010
As competições de triatlo nos Jogos Olímpicos de Verão da Juventude de 2010 foram disputadas entre 15 e 19 de agosto no Parque Costa Este, em Singapura.
Foram realizados três eventos, um de cada gênero individual e um revezamento misto de quatro triatletas.

## Eventos
- Individual masculino
- Individual feminino
- Revezamento

## Calendário
| Agosto  | 14 | 15 | 16 | 17 | 18 | 19 | 20 | 21 | 22 | 23 | 24 | 25 | 26 |
| ------- | -- | -- | -- | -- | -- | -- | -- | -- | -- | -- | -- | -- | -- |
| Triatlo |    | 1  | 1  |    |    | 1  |    |    |    |    |    |    |    |

|  | Dia de competição |  | Dia de final |

## Medalhistas
| Evento                        | Ouro                                                                                              | Prata                                                                                        | Bronze                                                                                       |
| ----------------------------- | ------------------------------------------------------------------------------------------------- | -------------------------------------------------------------------------------------------- | -------------------------------------------------------------------------------------------- |
| Individual feminino detalhes  | Yuka Sato JPN Japão                                                                               | Ellie Salthouse AUS Austrália                                                                | Kelly Whitley USA Estados Unidos                                                             |
| Individual masculino detalhes | Aaron Barclay NZL Nova Zelândia                                                                   | Kevin McDowell USA Estados Unidos                                                            | Alois Knabl AUT Áustria                                                                      |
| Revezamento detalhes          | Eszter Dudas (HUN) Miguel Valente Fernandes (POR) Fanny Beisaron (ISR) Alois Knabl (AUT) Europa 1 | Ellie Salthouse (AUS) Michael Gosman (AUS) Maddie Dillon (NZL) Aaron Barclay (NZL) Oceania 1 | Kelly Whitley (USA) Kevin McDowell (USA) Adriana Barraza (MEX) Lautaro Díaz (ARG) Américas 1 |

## Quadro de medalhas
| Ordem | País                       | Medalha de ouro | Medalha de prata | Medalha de bronze |   |
| ----- | -------------------------- | --------------- | ---------------- | ----------------- | - |
| –     | IOC Equipes internacionais | 1               | 1                | 1                 | 3 |
| 1     | JPN Japão                  | 1               |                  |                   | 1 |
|       | NZL Nova Zelândia          | 1               |                  |                   | 1 |
| 3     | USA Estados Unidos         |                 | 1                | 1                 | 2 |
| 4     | AUS Austrália              |                 | 1                |                   | 1 |
| 5     | AUT Áustria                |                 |                  | 1                 | 2 |
| TOTAL | TOTAL                      | 3               | 3                | 3                 | 9 |